# Mission (Teksas)
Mission je grad u američkoj saveznoj državi Teksas. Prema popisu stanovništva iz 2010. u njemu je živjelo 77.058 stanovnika.